# Sites mégalithiques des Ardennes
Cet article présente la liste des sites mégalithiques des Ardennes, en France.

## Inventaire
| Monument                                              | Type           | Remarque         | Localisation      | Coordonnées                      | Illustration                                 |
| ----------------------------------------------------- | -------------- | ---------------- | ----------------- | -------------------------------- | -------------------------------------------- |
| Pierre Roland                                         | Menhir         |                  | Anchamps          | 49° 55′ 17″ nord, 4° 40′ 29″ est | Image manquante                              |
| Dolmen d'Écly                                         | Dolmen         |                  | Écly              | 49° 32′ 35″ nord, 4° 17′ 14″ est | Image manquante                              |
| Table des Fées                                        | Dolmen         |                  | Neuville-lès-This | 49° 46′ 11″ nord, 4° 32′ 57″ est | Image manquante                              |
| Allée couverte de Giraumont ou dolmen de la Ganguille | Allée couverte | Classé MH (1960) | Saint-Marcel      | 49° 46′ 11″ nord, 4° 32′ 57″ est | Allée couverte de la Ganguille, Saint-Marcel |